# Lago Lahontan (embalse)
El moderno lago Lahontan es un embalse del río Carson, situado en el noroeste de Nevada (Estados Unidos). Está formado por la presa de Lahontan, construida en 1905 por el Bureau of Reclamation como parte del Acta de Recuperación de Newlands. Se encuentra entre las localidades de Fallon y Carson City. Lleva el nombre del antiguo lago Lahontan, que cubrió gran parte del noroeste de Nevada durante la última era glacial.
El embalse es gestionado por el Distrito de Irrigación de Truckee-Carson (TCID).

## Características
El caudal del río Carson es alimentado por las aportaciones del río Truckee y sus afluentes. El área inundada tiene 17 millas (27 km) de largo y 69 millas (111 km) de costa. Se compone de varios brazos conectados por estrechos cañones. Cuando está lleno, tiene aproximadamente una superficie de 10.000 acres (40 km²), aunque por lo general ocupa menos de la mitad a finales del verano. Como no se han asignado derechos de agua para usos recreativos, el TCID tiene la potestad de vaciar por completo el embalse para abastecer a sus clientes de riego. 
Sumergidos bajo el agua han quedado tramos de algunas rutas de diligencias utilizadas durante el siglo XIX, incluida la Estación Williams, el escenario de la Batalla de la Estación Williams, una pequeña escaramuza durante la Guerra de Paiute. 
Existió un pequeño asentamiento llamado "Lahontan" cerca del embalse. Según el Federal Writers' Project, tenía 25 habitantes en 1940.

## Actividades recreativas
El lago se encuentra dentro del Área Recreativa Estatal de Lahontan. Los usos recreativos incluyen la pesca, los paseos en barca y la acampada. Gran parte de la costa es arenosa y es un buen lugar para acampar. Debido a que está contaminado con mercurio procedente de las actividades mineras en la veta Comstock y en otras minas de la zona, el consumo de pescado del lago debe limitarse según las pautas publicadas. 
Los peces principales incluyen percas, bagres y peces gato. Se consumen con patatas fritas durante todo el año. La mejor pesca se produce desde abril hasta julio y octubre.

## Volumen acumulado
El río Carson entra en el lago en su extremo suroeste. El lago es muy poco profundo allí, y la costa puede variar drásticamente a medida que el lago se vacía y se llena. La presa Derby desvía parte del río Truckee al Canal Truckee, que desemboca al embalse en su extremo noreste, inmediatamente adyacente a la presa. 
Durante las inundaciones de California en 2017, se produjo el mayor flujo de entrada en la historia del embalse, que llenó el lago, debiendo habilitarse un aliviadero para regular el caudal de salida. Se dispusieron rápidamente unas grandes obras de drenaje bajo la US95 y se encauzaron con escollera para permitir que el agua cruzara la carretera y proteger la localidad de Fallon de las inundaciones.